# Michel Houellebecq

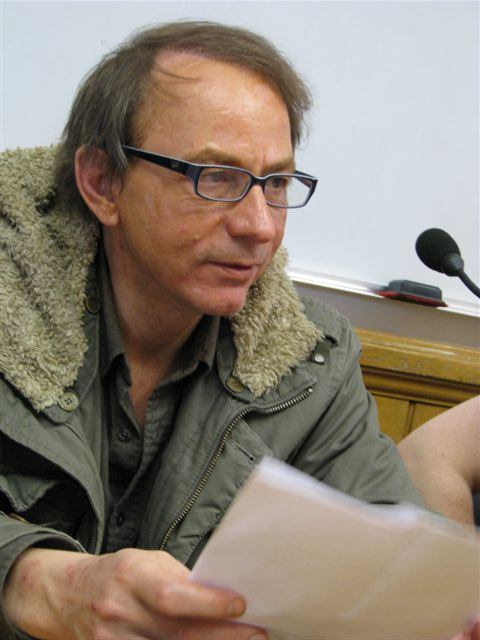
Michel Houellebecq a Varsòvia (2008).

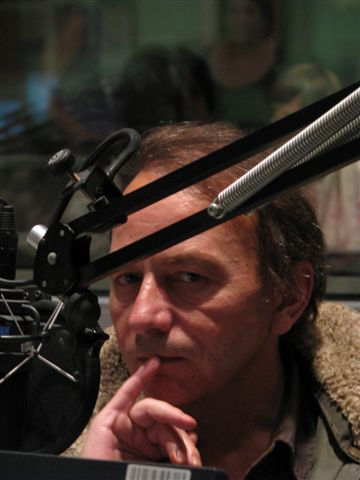
Michel Houellebecq (2008).

Michel Houellebecq (nom real Michel Thomas) (Saint-Pierre, 26 de febrer de 1956) és un poeta, novel·lista, assagista i director de cinema francès.
Autor provocador i controvertit, les seves novel·les Les Particules élémentaires i Plateforme són fites de la nova narrativa francesa de finals del segle xx i començaments del XXI. Ambdues li van donar reconeixement literari, però també fama de provocador per les seves opinions políticament incorrectes sobre diversos temes de la França actual. Se'l considera una alenada d'aire fresc dins de la literatura francesa contemporània.

## Biografia i obra
Els seus pares es poden considerar atípics. Ell, guia d'alta muntanya i altres oficis poc remunerats. Ella, anestesista i dona dinàmica i de conviccions. Es van desentendre d'ell de ben petit, quan el van portar a Algèria a viure amb la seva àvia materna. Allí s'hi va estar fins a complir els sis anys. Després el van repatriar a França, amb la seva àvia paterna Henriette, comunista, de la qual adoptarà el seu cognom com a pseudònim artístic. Primer va viure a Dicy dans l'Yonne, després a Crécy-la-Chapelle (en el departament de Sena et Marne). El van internar a l'escola Henri Moissan de Meaux, on va descobrir a Lovecraft als 16 anys.
El 1975 es va matricular a l'Institut National Agronomique Paris-Grignon, on obtingué el diploma d'enginyer agrònom el 1978 amb una especialització en ecologia. A l'institut va fundar l'efímera revista literària Karamazov per a la qual escriu alguns poemes i participa en el rodatge d'una pel·lícula titulada Cristal de souffrance.
El 1980 es va casar amb la germana d'un amic. Després es va matricular a l'École Nationale Supérieure Louis Lumière, en la secció de cinematografia, i obtingué el diploma el 1981. El mateix any naixia el seu fill Étienne. Més endavant es va divorciar, cosa que li provocà una depressió profunda que el va portar a fer una estada en un centre psiquiàtric.
El 1985 va conèixer i simpatitzar amb Michel Bulteau, director de la Nouvelle Revue de París, que l'inicià en autors rars com Barón Corvo, en qui Houellebecq reconeix un dels seus escriptors fetitxe. El 1991 publica la biografia de Lovecraft, Contre le monde, contre la vie i comença a treballar en l'Asemblea Nacional Francesa com a tècnic informàtic. Aquest mateix any apareix Rester vivant i seguidament un primer recull de poemes, La poursuite du bonheur, que passen desapercebuts. Els seus temes anticipen el que serà tractat en les seves novel·les següents: la solitud existencial, la denúncia del liberalisme, l'amor i la intimitat dels individus.
La seva primera novel·la Extension du domaine de la lutte va ser publicada per Maurice Nadeau l'any 1994 després d'haver estat rebutjada per diversos editors. Això ha posat Houellebecq al capdavant de tota una generació d'escriptors concentrats en la misèria afectiva de l'home contemporani. Sense promoció ni publicitat, es va difondre per mitjà del boca-orella. Va ser adaptada al cinema francès per Philippe Harel el 1999, i a la televisió danesa per Jens Albinus el 2002.
El 1998 es va tornar a casar. Aquesta vegada amb Marie-Pierre Gauthier, a la qual havia conegut el 1992.
La següent novel·la, Les Particules élémentaires, publicada el 1998 a França i traduïda i publicada en català el 1999 per Anagrama/Empúries com Les partícules elementals, va tenir, en canvi, una àmplia cobertura mediàtica a causa de l'expulsió de l'autor de la revista literària de tendències esquerranes Perpendiculaire, de la qual formava part, a causa de les seves idees ambigües. Houllebecq va respondre amb tota contundència a Le Monde, generant una polèmica de la qual va treure gran notorietat. La novel·la va esdevenir a l'instant un clàssic del nihilisme. La traducció de Les Particules élémentaires a l'anglès Atomised va merèixer el Premi IMPAC 2002, que van compartir Houellebecq i el traductor Frank Wynne.
L'any 2006, Les Particules élémentaires es va adaptar al cinema amb la pel·lícula alemanya Elementarteilchen, dirigida per Oskar Roehler. Va concursar en la Berlinale on va guanyar un 'Os de plata al millor actor protagonista, Moritz Bleibtreu.
La seva següent novel·la, Plateforme, de 2001, encara li va fer guanyar més reputació. La novel·la està escrita bàsicament en primera persona, per un oficinista mediocre i ja madur, amb moltes escenes de sexe i una aprovació implícita de la prostitució i el turisme sexual. També conté crítiques explícites de l'Islam i la fe musulmana. Aquest fet, i una entrevista que l'autor va concedir a la revista Lire, va fer que diverses organitzacions l'acusessin de racisme.
L'any 2004, Houellebecq va canviar el seu antic editor Flammarion per Éditions Fayard, del poderós grup Lagardère, per una xifra insòlita en el món editiorial francès. Aquest canvi li permetrà grans campanyes publicitàries en el llançament de les seves següents novel·les, però el 2009 torna a publicar amb Flammarion.
La novel·la, La Possibilité d'une île, del 2005, va tenir a França una massiva campanya publicitària i nombroses polèmiques, en particular per la seva aproximació al tema de la clonació humana.
El 2010 va rebre el premi Goncourt per la novel·la La Carte et le territoire editada per Flammarion (2010) i J'ai Lu (2012)
El 17 d'abril de 2019 el president francès Emmanuel Macron li va entregar la Legió d'Honor.
Un tema recurrent de l'autor són les intrusions de l'economia de mercat lliure en les relacions i la sexualitat humanes. Extension du domaine de la lutte tracta de la competència econòmica en la cerca de les relacions entre persones. Tal com explica en el llibre, l'economia lliure genera guanyadors i perdedors, el mateix es pot aplicar a les relacions en una societat que no afavoreix la monogàmia. Amb Plateforme, dona a entendre que els occidentals de tots dos sexes busquen llocs exòtics en països en desenvolupament en viatges turístics organitzats, on la conclusió lògica és que respondran positivament al turisme sexual quan s'organitza de manera professional i empresarial.
Houellebecq dona gran importància també a la seva obra d'assagista. Ha escrit articles per Les Inrockuptibles, Perpendiculaire, L'Atelier du Roman, Immédiatement, i altres publicacions internacionals.

## Controvèrsies
Les seves obres i opinions són molt crítiques amb el pensament políticament correcte i amb les conseqüències del maig del 68. Tot això el va posar en el punt de mira de diversos mitjans de comunicació, que el van acusar de misogin, decadent i reaccionari, però contràriament al que pretenien, només van fer augmentar la seva popularitat i les vendes dels seus llibres. I per si tot això encara no fos suficient, arran d'alguns passatges de Plataforma, on surt el tema del terrorisme islamista, se li va afegir el qualificatiu d'islamòfob.
Com que no es pot denunciar ningú per les opinions d'un personatge de ficció, l'oportunitat pels seus detractors va venir arran d'una entrevista en la revista literària Lire, publicada el setembre de 2001, on afirmava que «la religió més idiota del món és l'Islam» i que «quan llegeixes l'Alcorà et cau l'ànima als peus». Llavors diverses agrupacions islàmiques i de drets humans el van denunciar per "injúries racials" i "incitació a l'odi religiós". El judici, celebrat a París a l'octubre de 2002, i que va dividir la comunitat intel·lectual internacional entre defensors i detractors de la llibertat d'expressió, recordava el cas de Salman Rushdie. Houellebecq va ser absolt de tots els càrrecs: el jutge va argumentar en la sentència que les crítiques a la religió són perfectament legítimes en un estat laic.
Aclamat pels seus incondicionals com el millor escriptor francès viu, i injuriat pels seus detractors (des de puritans religiosos fins a notables progressistes) com a pornògraf, misogin i racista, res d'això evita que cada nou llibre seu sigui àmpliament comentat en revistes literàries, es vengui per milions i es tradueixi a nombroses llengües.

### Novel·les, poesia i assaig
- Rester vivant, méthode (La Différence,1991)
- H.P. Lovecraft: Contre le monde, contre la vie (Le Rocher, 1991) una anàlisi de la vida i obra de H. P. Lovecraft
- La Poursuite du bonheur, poèmes (La Différence, 1991)
- Extension du domaine de la lutte (Maurice Nadeau, 1994); Ampliació del camp de batalla (Anagrama, 2014)
- Le Sens du combat, poèmes (Flammarion, 1996)
- Rester vivant, seguit de La poursuite du bonheur, revisada per l'autor (Flammarion, 1997)
- Interventions, recull d'assajos (Flammarion, 1998)
- Les Particules élémentaires (Flammarion, 1998); Les partícules elementals (Empúries/Anagrama, 1999)
- Renaissance, poèmes (Flammarion, 1999)
- Lanzarote, relat (Flammarion, 2000)
- Plateforme (Flammarion, 2001); Plataforma (Empúries/Anagrama, 2002)
- La Possibilité d'une île (Fayard, 2005); La possibilitat d'una illa (Empúries, 2005)
- Interventions 2 (Flammarion, 2009)
- Rester vivant, Le sens du combat, La poursuite du bonheur, Renaissance (J'ai Lu, 2010)
- La carte et le territoire (Flammarion, 2010); El mapa i el territori (Empúries/Anagrama, 2011)
- Ennemis publics, recull de 28 cartes amb Bernard-Henri Lévy (Flammarion/Grasset, 2008)
- Configuration du dernier rivage (Flammarion, 2013)
- Non réconcilié: Anthologie personnelle 1991-2013 (Gallimard, 2014)
- Soumission (Flammarion 2015); Submissió (Anagrama, 2015)
- En présence de Schopenhauer, amb pròleg d'Agathe Novak-Lechevalier (L'Herne, 2017)
- Sérotonine (Flammarion,2019) Serotonina (Anagrama 2019)
- Anéantir (Flammarion 2022) Anorrear (Anagrama, 2022)

### Articles
- Description d'une lassitude (2002) a Houelle 10, Paris.
- Je crois peu en la liberté - Entretien (1998) a Revue Perpendiculaire 11, Paris: Flammarion, p. 4-23.
- L'homme de gauche est mal parti (2003) a Le Figaro 6/1/03, p. 1, 13.
- La question pedophile: Réponse (1997) a L'Infini 59, Paris: Gallimard, pp. 96-98.
- La privatisation du monde (2000) a L'Atelier du roman 23, Paris, pp. 129-34.
- Le haut langage (1995) a La Quinzaine littéraire, 670; Paris; pp. 21-22.
- Leonard Cohen – le libertaire impossible Arxivat 2007-10-30 a Wayback Machine., (2002)
- Michel Houellebecq répond à Perpendiculaire (1998) a Le Monde 18/9/98
- Neil Young (2000) a Michka Assayas (ed.) Dictionnaire du rock, Paris: Robert Laffont.
- Préface a Toni Ungerer (2001) Erotoscope, Paris: Éditions Taschen.
- Préface: L'Humanité, second stade (1998) a Solanas, Valerie: Scum Manifesto, Paris: Éditions Mille et une nuits, pp. 63-69.
- Préface: Préliminaires au positivisme (2003) a Bourdeau, Braunstein & Petit (eds.): Auguste Comte aujourd'hui, Paris: Éditions Kimé, pp. 7-12.
- Préface: Renoncer à l'intelligence (1991) a Gourmont, Remy de: L'Odeur des jacynthes, Paris: Orphée/La Différence, pp. 7-20.
- Préface a Auguste Comte, Théorie générale de la religion (Mille et une nuits,2005)
- Un monde sans direction (1996) a La Quinzaine littéraire, 700; Paris; pp. 8-9.
- Wilde Flucht (2000) a Tageszeitung Berlin, 30/10/00.

### Pel·lícules
- Cristal de souffrance (1978)
- Déséquilibre (1982)
- La Rivière (2001) Canal +
- La Possibilité d'une île (TBD)

### CDs
- Le Sens du combat (1996) Paris: Les Poétiques de France Culture
- Présence humaine (2000) Paris : Tricatel

### Col·laboracions
- Barry, Judith; Convert, Pascal & Pfnür, Rainer (eds.) (1993) Genius Loci, Paris: La Différence.
- Breillat, Catherine (ed.) (1999) Le livre du plaisir, Paris: Éditions 1.
- Div. (1995) Objet Perdu: fictions – Idées – Images, Paris: Lachenal et Ritter & Parc Éditions.
- Hegemann, Claus (ed.) (2000) Kapitalismus und Depression II: Glück ohne Ende, Berlin: Alexander Verlag.
- Noguez, Dominique (ed.) (2002) Balade en Seine-et-Marne: Sur les pas des écrivains, Paris: Éditions Alexandrines.
- Ruff, Thomas & Houellebecq, Michel (2002) Nudes, München: Walther König.
- Wiame, Sarah & Houellebecq, Michel (1993) La Peau, Paris: Sarah Wiame.
- Wiame, Sarah & Houellebecq, Michel (1995) La Ville, Paris: Sarah Wiame.

### Obres sobre Michel Houellebecq
- Murielle Lucie Clément : Michel Houellebecq revisité (2007)
- Murielle Lucie Clément i Sabine van Wesemael (eds.) : Michel Houellebecq sous la loupe (2007)
- Gavin Bowd (ed.) : Le Monde de Houellebecq (2006)
- Fernando Arrabal : Houellebecq (2005)
- Éric Naulleau : Au secours, Houellebecq revient ! (2005)
- Jean-François Patricola : Michel Houellebecq ou la provocation permanente (2005)
- Denis Demonpion : Houellebecq non autorisé, enquête sur un phénomène (2005)
- Sabine van Wesemael : Michel Houellebecq, le plaisir du texte (2005)
- Olivier Bardolle : La Littérature à vif (Le cas Houellebecq) (2004)
- Sabine van Wesemael (ed.) : Michel Houellebecq (2004)
- Dominique Noguez : Houellebecq, en fait (2003)
- Murielle Lucie Clément : Houellebecq, Sperme et sang (2003)
- Thomas Steinfeld : Das Phänomen Houellebecq (2001)